# Brugelette
Brugelettelà một đô thị ở tỉnh Hainaut. Tại thời điểm ngày 1 tháng 1 năm 2006 Brugelette có dân số 3.284 người. Tổng diện tích là 28,40 km² với mật độ dân số là 116 người trên mỗi km².